# Muñoz (Venezuela)
Muñoz è un comune del Venezuela situato nello stato dell'Apure.
Il capoluogo del comune è la città di Bruzual.